# Puls 5
Puls 5 (нем. Giessereihalle Puls 5) — многофункциональный комплекс зданий в пятом районе (Industriequartier) швейцарского города Цюрих, открытый в мае 2004 года; в здании располагается выставочный зал, учебные помещения бизнес-школы «KV Zurich» и бизнес-центр, а также — магазины, бары и рестораны; выставочное пространство, созданное по проекту архитектурного бюро «Kyncl Gasche Partner» из бывшего промышленного цеха конца XIX века, используется для проведения различных мероприятий, включая временные выставки произведений современного искусства. Является местом проведений цюрихской арт-ярмарки «Art International Zurich».

## История и описание
Комплекс «Puls 5» был открыт в Цюрихе в мае 2004 года; при строительстве сооружения длиной в 170 и шириной в 60 метров, начавшемся в 2001 году, были частично сохранены элементы бывшего литейного цеха; сам цех был построен на этом месте по проекту архитектурного бюро компании «Escher Wyss AG» в 1898 году. После остановки доменных печей, произошедшей в 1975 году, зал около 30 лет служил в качестве складского помещения и мастерской. Здание, расположенное между площадью Turbinenplatz и улицей Pfingstweidstrasse, сочетаем в себе старые архитектурные элементы и современный «гибкий» (многофункциональный) дизайн. В рамках проекта архитектурного бюро «Kyncl Gasche Partner Architekten», цеховой зал стал центральным элементом всего здания — он может являться как выставочной площадкой, так и залом для иных мероприятий. Застройщиком проекта, начавшегося в 2000 году, выступила компания «SGI Promotion AG», базирующаяся в Винтертуре.
В новых семиэтажных боковых корпусах, окруживших бывший цех, сегодня располагают магазины, рестораны и бары, а также — офисы местных и международных компаний. Со стороны улицы Hardturmstrasse комплекс был дополнен новым офисным зданием, которое соединено с бывшим литейным цехом через «зеленый» внутренний дворик: на верхних этажах данного корпуса расположены классные комнаты бизнес-школы «KV Zurich», а также — помещения ряда юридических фирм. Благодаря сохранению кирпичных элементов, зал XIX века стал популярным выставочным пространством для экспозиции произведений современного искусства: он используется для проведения художественных мероприятий, включая временные выставки. Так в 2017, 2018 и 2019 годах в нём проходила арт-ярмарка «Art International Zurich», ставящая себе целью «сделать современное искусство доступным» для швейцарской и международной публики — а также стать форумом для создания международных связей в сфере современного арт-бизнеса.